# Zsámbék

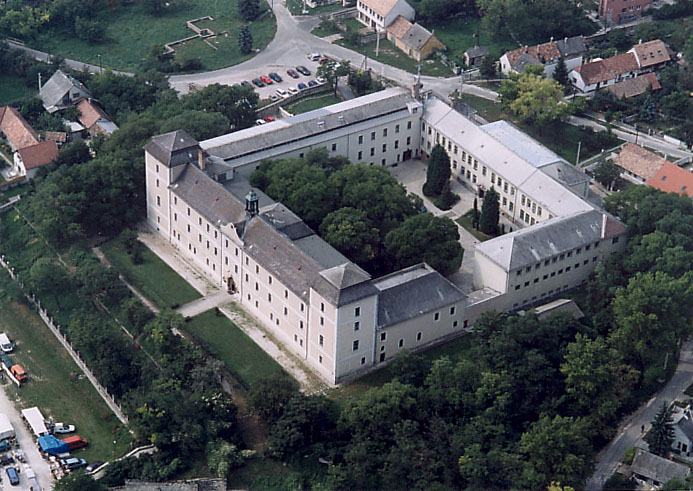
Rezydencja Zichy w Zsámbku

Zsámbék (niem. Schambek) – miasto (ponad 5,5 tys. mieszkańców w styczniu 2011 r.) na Węgrzech, w komitacie Pest, w powiecie Pilisvörösvár. Znane przede wszystkim z malowniczych ruin ponorbertańskiego romańskiego kościoła klasztornego górujących nad miastem.

## Położenie
Zsámbék położony jest na zachód od Budapesztu, w odległości około 30 km od jego centrum, w pobliżu autostrady M1 łączącej Budapeszt z Győrem. Zsámbék leży na pogórzu Gerecse.

## Historia
Okolice Zsámbék zamieszkiwane były od czasów paleolitu. Badania archeologiczne wykazują obecność na tym terenie między innymi Rzymian i Celtów.
Na początku XI w. istniał tu kościół. W 1186 Małgorzata francuska, żona króla Beli III przekazała miejscowość francuskiemu księciu o imieniu Aynard, który przybył wraz z nią na Węgry. W 1220 rozpoczął on budowę kościoła dla francuskich norbertanów. Niedokończony jeszcze kościół został zniszczony podczas inwazji Mongołów w 1241. Kościół został odbudowany przez króla Belę IV (budowę ukończono w 1258). Kościół otrzymał wezwanie św. Jana Chrzciciela.
Zsámbék położony na ważnym szlaku handlowym szybko się rozwijał. W 1467 Maciej Korwin nadał osadzie prawa miejskie. Przekazał także swojemu synowi Janowi zamek w mieście.
W 1541 Turcy zdobyli zamek i przez 145 lat okupowali miasto. W tym czasie wybudowali w Zsámbku turecką łaźnię, której ruiny istnieją w mieście do dziś. Mimo długotrwałej okupacji nie ucierpiał kościół klasztorny. W 1686 generał János Bottyán odzyskał Zsámbék spod panowania Turków. W późniejszych czasach właścicielami miasta i jego okolicy była rodzina Zichy. Przebudowali oni zamek, tworząc z niego rezydencję pałacową jako siedzibę rodu. 
W 1763 Zsámbék nawiedziło trzęsienie ziemi. W jego wyniku zniszczeniu uległ romański kościół, który nigdy nie został odbudowany. Niemieccy osadnicy, którzy przybyli do miasta po okupacji tureckiej, wykorzystywali kamień z kościelnych murów do budowy domów i ogrodzeń. Współcześnie kościół stanowi ruinę, będącą główną atrakcją turystyczną miasta.

## Zabytki
- Ruiny ponorbertańskiego kościoła klasztornego wybudowanego w latach 1220–1241 w stylu romańskim z elementami wczesnego gotyku. Od trzęsienia ziemi w XVIII w. kościół pozostaje w ruinie, stanowiąc unikatową atrakcję turystyczną. Dla utrwalenia pierwotnej formy świątyni w Budapeszcie zbudowano kościół będący kopią kościoła z Zsámbku.
- Rezydencja Zichy wzniesiona pierwotnie przez księcia Aynarda jako zamek obronny. W 1492 podczas epidemii dżumy na Węgrzech w zamku przechowywana była Korona świętego Stefana. Po upadku okupacji tureckiej rodzina Zichy przejęła zamek i odnawiając go przebudowała na styl barokowy. Obecnie w rezydencji mieści się Szkoła Pedagogiczna.
- Fontanna turecka – pozostałość łaźni z czasów okupacji tureckiej.
- Kościół barokowy – zbudowany w XVIII w. przez Miklósa Zichy.
- Muzeum lamp – będące prywatną kolekcją lamp Ferenca Borusa, składającą się z około 1000 eksponatów. W 1995 wpisane do Księgi rekordów Guinnessa.